# Princess Mononoke
Princess Mononoke (もののけ姫?, Mononoke-hime, lett. "La principessa spettro") è un film d'animazione del 1997 scritto e diretto da Hayao Miyazaki.
Prodotto dallo Studio Ghibli, è ambientata in una versione fantasy del Giappone del tardo periodo Muromachi, il film, che racconta in forma di mito l'inevitabilità dello scontro fra uomo e natura, si incentra sulla lotta tra i guardiani sovrannaturali che proteggono una foresta e gli umani che, sfruttandone le risorse, la stanno lentamente distruggendo.
È stato proiettato per la prima volta in Giappone il 12 luglio 1997 riscuotendo notevole successo, così come in molti altri paesi. Lo dimostra il fatto che, fino all'uscita di Titanic qualche mese più tardi, era il film che aveva guadagnato di più ai botteghini delle sale giapponesi. In Italia è stato distribuito prima dalla Buena Vista International sotto il marchio Miramax, in seguito dalla Lucky Red con il titolo modificato in Principessa Mononoke.

## Trama
Giappone, periodo Muromachi. Un gigantesco spirito-cinghiale, trasfigurato in un demone a causa del rancore, attacca un villaggio di Emishi. Per salvare la propria gente il giovane principe Ashitaka è costretto ad ucciderlo, ma nello scontro viene ferito al braccio, venendo così infettato dal rancore dello spirito-cinghiale, che si manifesta come una piaga che, a poco a poco, colpirà tutto il suo corpo. Nei resti del Dio-Cinghiale viene trovata una misteriosa palla di ferro: è stato il dolore provocato da quel proiettile a trasformare il Dio-Cinghiale. Consultata la sciamana del villaggio, Ashitaka apprende che il maleficio lo porterà alla morte, perciò lascia per sempre la terra natale e s'incammina verso ovest, luogo di provenienza del demone, alla ricerca di una possibile cura.
Durante il viaggio, dopo essersi imbattuto nell'attacco di un villaggio da parte di alcuni samurai, da cui riesce a fuggire, incontra Jiko, un monaco errante che confida ad Ashitaka come un "Dio della Foresta" (Shishigami) che vive ad ovest potrebbe effettivamente curarlo. Partito quindi alla ricerca del Dio, il giovane s'imbatte in due uomini feriti. Questi uomini facevano parte di un convoglio diretto alla Città del Ferro (Tataraba), un centro proto-siderurgico che produce nuove armi da fuoco e di conseguenza estrae enormi quantità di ferro dalla montagna vicina. Mentre Ashitaka attraversa la foresta, popolata di kodama, insieme ai due feriti, lungo la riva di un fiume vede in lontananza San, detta "Mononoke", definita dagli abitanti del posto come "ragazza-lupo", una trovatella cresciuta dalla Dea-Lupa Moro, protettrice del bosco, che prova rancore nei confronti degli umani a causa del loro comportamento invasivo e che per questo motivo attacca le carovane.
Giunto alla Città del Ferro, Ashitaka conosce la signora Eboshi, la padrona della città, e da lei apprende che in quel luogo è in corso una lotta tra umani e dei-animali, in quanto gli umani si sono spinti in territori proibiti per estrarre ferro. Proprio in uno scontro fra umani e divinità della foresta ella ha causato la ferita a Nago, il Dio-Cinghiale che ha attaccato il villaggio di Ashitaka, rendendolo folle e consumato dal rancore. Sebbene sconvolto dalle azioni violente nei confronti degli spiriti, Ashitaka scopre anche che la Città del Ferro è un rifugio per tante persone emarginate dalla società come i lebbrosi, che hanno trovato lì una nuova ragione di vita, e così sente di non poter condannare del tutto Eboshi. Ashitaka capisce infine che la gente della città del Ferro vuole avere solo un posto dove poter vivere felice, senza più essere dominati dagli uomini potenti, ma è anche accecata dalla paura degli dei-animali, vedendoli come dei mostri pericolosi che vogliono ucciderli e non come forze della natura che combattono solo per proteggere la foresta che essi stanno distruggendo.
Quella stessa notte, Mononoke cerca di uccidere Eboshi irrompendo nelle mura della città grazie all'aiuto dei suoi due fratelli lupi. La ragazza sfida la donna a duello dopo aver superato gli abitanti che le sbarravano la strada. Tuttavia Ashitaka, dopo aver scoperto che la maledizione gli ha conferito una forza sovrumana, pone fine allo scontro mettendo al tappeto entrambe, avvertendo poi tutti i presenti che un conflitto così sanguinario porterà solo ancora più odio e a dimostrazione di questo la maledizione di Nago sul braccio di Ashitaka si manifesta in un groviglio di serpenti neri, suscitando il panico generale; mentre il giovane sta per portare via Mononoke, viene gravemente ferito da un colpo d'arma da fuoco partito per sbaglio e, dopo essere uscito dalla città con la ragazza sulle spalle, perde i sensi. Mononoke, ripresasi, decide di aiutarlo e lo lascia allo stagno frequentato dallo Shishigami; il Dio della Foresta guarisce Ashitaka dalla ferita, ma non rimuove la maledizione di Nago.
Nel frattempo, arriva nella foresta il clan dei cinghiali guidato dal Dio-Cinghiale Okkoto, il quale, stanco dei soprusi degli umani, ha radunato la sua stirpe ed è intenzionato ad attaccarli in massa. Moro, anche lei infettata da un proiettile degli uomini della Città del Ferro e ormai al limite della sua vita, cerca di dissuaderli perché un attacco frontale causerebbe solo il loro sterminio. Tuttavia Okkoto non cambia idea. Nel frattempo la Città del Ferro viene attaccata dai samurai del Clan Asano, il quale rivendica i diritti sul luogo e chiede una percentuale del ferro come pagamento, ma gli abitanti li respingono grazie alla superiorità delle loro armi da fuoco. Si apprende anche che Jiko, il monaco errante, è in realtà un inviato dell'Imperatore con la missione di trovare il Dio della Foresta e tagliargli la testa: secondo le antiche tradizioni, quest'ultima dà la vita eterna a chiunque la possegga. La signora Eboshi, avendo ottenuto dall'Imperatore, all'inizio della propria carriera, gli archibugieri con cui è riuscita a sconfiggere gli spiriti, accetta di collaborare con Jiko.
Durante la convalescenza, Ashitaka si innamora gradualmente di Mononoke, il cui vero nome è San, ma resta altrettanto disgustato da come lei, la sua famiglia, i cinghiali e il resto degli animali vedano nella violenza l'unica soluzione, credendo ingenuamente che uccidere Eboshi e sterminare gli abitanti della Città del Ferro impedirà l'instaurarsi di successivi insediamenti. Pur provando a parlarne con Moro, capisce che anche la vecchia Dea-Lupa ormai è dominata dall'odio e che quindi non lo ascolterà mai. Ashitaka ha così conferma che entrambe le fazioni sono accecate dalla rabbia e dal rifiuto di tentare a comprendersi. Non avendo trovato una cura dal maleficio è condannato a una morte certa; consapevole di come lui, da solo, non possa impedire lo scoppio della guerra, Ashitaka decide di lasciare la foresta.
Nell'allontanarsi viene richiamato dai rumori dell'assedio che i samurai del Clan Asano hanno mosso contro la Città del Ferro; si reca quindi vicino alle sue mura e viene a conoscenza della missione di Jiko e della signora Eboshi che ha portato con sé la maggior parte delle truppe della cittadella che, quasi indifesa, è stata subito presa di mira dall'esercito di Asano. Il ragazzo decide di informare Eboshi dell'attacco, per distoglierla dalla missione e salvare così il Dio della Foresta, San e l'intera città. Giunge al campo dove si sono scontrati gli umani e i cinghiali, e scopre come il risultato sia stato un vero e proprio massacro: molti uomini della città sono morti, mentre i cinghiali sono stati sterminati. Lì apprende che Jiko e la signora sono già sulle tracce del Dio. Okkoto, unico sopravvissuto del suo clan e gravemente ferito, sta cercando di raggiungere il Dio della Foresta, insieme a San e i suoi fratelli lupi, per chiedergli guarigione ma, sopraffatto dal rancore verso gli umani, comincia anche lui a mutarsi in un demone, inglobando la ragazza.
Giunti allo stagno del Dio della Foresta, Moro strappa San a Okkoto e la consegna ad Ashitaka, che la immerge nell'acqua dello stagno per eliminare il fluido demoniaco di cui è ricoperta. Lo Spirito della Foresta, a quel punto, appare e termina l'agonia di Okkoto e Moro, dando loro una morte serena. Ma a quel punto arriva Eboshi che, ignorando le implorazioni di Ashitaka, riesce, con un colpo di archibugio, a mozzare la testa del Dio, che Jiko mette al sicuro in un contenitore. Decapitato, il Dio si trasforma in un "Dio della Morte", iniziando a espandersi e prendendo la forma di un gigante liquido, che nella ricerca della sua testa uccide ogni forma di vita che tocca. Con un colpo di scena la testa di Moro, staccatasi dal corpo, riesce con un ultimo impeto di furia a mozzare il braccio destro di Eboshi, ottenendo così la propria vendetta. Dopo aver soccorso la signora, Ashitaka convince San ad aiutarlo a recuperare la testa e a salvare tutti.
Il Dio raggiunge la Città del Ferro, sotto assedio, e distrugge tutto ciò che incontra sul suo cammino; i samurai accampati fuori si danno alla fuga e solo una parte dei cittadini riesce a salvarsi, rifugiandosi in mezzo al lago, dove il fluido mortale sembra non poter arrivare. Dopo aver convinto Jiko a restituire la testa, Ashitaka e San la alzano al cielo insieme per renderla al Dio. Il gesto induce l'espansione incontrollata della maledizione di Ashitaka, che infetta anche San, ma fortunatamente il Dio sembra sentire la chiamata dei due e quindi riassimila la propria testa, inglobando anche loro e ritornando se stesso. Giunte le prime luci dell'alba, Colui-che-cammina-nella-notte, invece di ritrasformarsi nel Dio-Cervo, si lascia cadere nel lago, generando una potente raffica di vento. Tutto il male che aveva invaso la valle svanisce e nelle zone colpite dalla distruzione ritorna la vita: la città, la foresta e le colline disboscate si ricoprono di vegetazione; i lebbrosi e tutti i feriti della Città del Ferro vengono guariti; anche il maleficio che aveva colpito Ashitaka e Mononoke scompare dai loro corpi.
Conclusi gli accadimenti e le guerre, San dichiara di tenere molto ad Ashitaka ma di non poter perdonare gli umani e che, quindi, continuerà a vivere nella foresta, insieme ai lupi; Ashitaka le dichiara a sua volta che lui le rimarrà comunque accanto, vivendo nella Città del Ferro e venendola a trovare. La signora Eboshi, pentita per le proprie azioni, afferma di voler costruire una città migliore, dove gli abitanti vivranno rispettando la natura, e di voler ringraziare Ashitaka per averli salvati. Sconfitto ma sopravvissuto, il monaco Jiko conclude ironicamente che "contro gli stupidi non c'è possibilità di vittoria", parafrasando un antico proverbio giapponese, mentre un Kodama compare nella foresta rinata. Spiriti della natura, animali e uomini sono di nuovo riuniti insieme.

## Personaggi
Ashitaka (アシタカ?, Ashitaka)
Principe del popolo Emishi. Nonostante la giovane età, è dotato di saggezza e sensibilità fuori dal comune, che lo portano ad essere l'unico, nel momento in cui è coinvolto nella guerra, a vedere come essa finirà con la distruzione di entrambi gli schieramenti. Si innamora della ragazza-lupo, San, anche se il loro rapporto è ostacolato dalla differente opinione sul rapporto tra umani e animali. Cavalca il fido compagno Yakun, un grosso stambecco rosso.
San (サン?, San)
Soprannominata la "ragazza-spettro", da qui il titolo, "principessa mononoke" ("mononoke", in giapponese, significa "spettro"), è una giovane donna che, abbandonata dai genitori quando la famiglia fu attaccata da Moro, fu cresciuta da quest'ultima come una figlia. Si considera un lupo, e come la madre odia profondamente gli umani per il loro comportamento irrispettoso nei confronti della foresta. Come il resto degli animali, crede anche lei che uccidere Eboshi sarà sufficiente per scacciare gli umani. Col tempo si innamora anche lei di Ashitaka, ma questo non cambierà la sua visione della specie umana.
Kaya (カヤ?, Kaya)
Sorella di Ashitaka, è anche lei una giovane guerriera Emishi. Nella versione originale è la sua promessa sposa fino a che lui non deve abbandonarla.
Moro (モロの君?, Moro no Kimi)
Dea-Lupa e madre adottiva di San. Anni prima attaccò i genitori di San quando questi violarono la foresta, e quando la coppia, per la paura, lasciò indietro la neonata, Moro la accudì e la allevò. Nonostante la profonda saggezza, la disperazione per la sorte propria, dei propri figli e del resto della foresta l'ha lasciata quasi solo con un profondo senso di depressione e, ancora di più, un infinito odio per gli umani, Eboshi in particolare. Nel primo doppiaggio italiano viene chiamata «Maro».
Dio della Foresta (シシガミ?, Shishigami)
Divinità della foresta capace sia di dare che togliere la vita. Ha l'aspetto di un cervo dal volto umano di giorno, il «Dio-Cervo», e di un gigantesco spirito umanoide di notte, chiamato «Colui-che-cammina-nella-notte» (デイダラボッチ, Deidarabocchi). La leggenda dice che la sua testa conferisca l'immortalità a chi la possiede. È per questo oggetto della ricerca di Jiko e, successivamente, di Eboshi. Al termine della vicenda, sembra morire quando, sotto forma di Colui-che-cammina-nella-notte, si fa cadere nel lago di fronte alla Città del Ferro, scomparendo, ma Ashitaka sostiene che, in realtà, il Dio della Foresta è la vita stessa e quindi, fintanto che questa esisterà, lui continuerà a vivere.
Padrona Eboshi (エボシ御前?, Eboshi gozen)
Signora della Città del Ferro. Sotto la sua guida gli abitanti della città estraggono il ferro dalle montagne, distruggendo a poco a poco la foresta. Come molti antagonisti di Miyazaki, Eboshi non è puramente malvagia: nella sua città sono accolti diversi reietti della società, schiavi, concubine e lebbrosi. Purtroppo non capisce l'importanza della foresta, né capisce quanto il Dio della Foresta che la abita sia necessario anche per il benessere degli umani.
Jiko (ジコ坊?, Jiko-bō)
Agente al servizio dell'imperatore, mascherato da monaco e inviato per recuperare la testa dello Spirito della Foresta. Nel primo doppiaggio italiano viene chiamato «Jigo».
Toki (トキ?, Toki)
Giovane abitante della Città del Ferro, diventa amica di Ashitaka e, quando la città resta temporaneamente priva della guida di Eboshi, ne prende il comando non ufficialmente.
Okkoto (乙事主?, Okkotonushi)
Dio-Cinghiale proveniente dal Kyushu. Moro lo definisce "l'unico cinghiale in grado di usare il cervello". Alimentato anche lui dall'odio per gli umani, guida il suo popolo per scacciare gli umani dalla foresta del Dio della Foresta. Nonostante i lupi lo avvertano che ciò è un suicidio, Okkoto resta troppo testardo per ascoltarli, lanciando un attacco in cui tutti i suoi guerrieri sono massacrati.
Gonza (ゴンザ?, Gonza)
Capo delle guardie della Città del Ferro. È un uomo forte e imponente, ma non essendo troppo intelligente non gode di particolare rispetto, soprattutto tra le donne della città, senza contare che, ogni volta che si scontra con San o con Ashitaka, finisce per essere neutralizzato in modo alquanto imbarazzante.

## Produzione

### Sceneggiatura

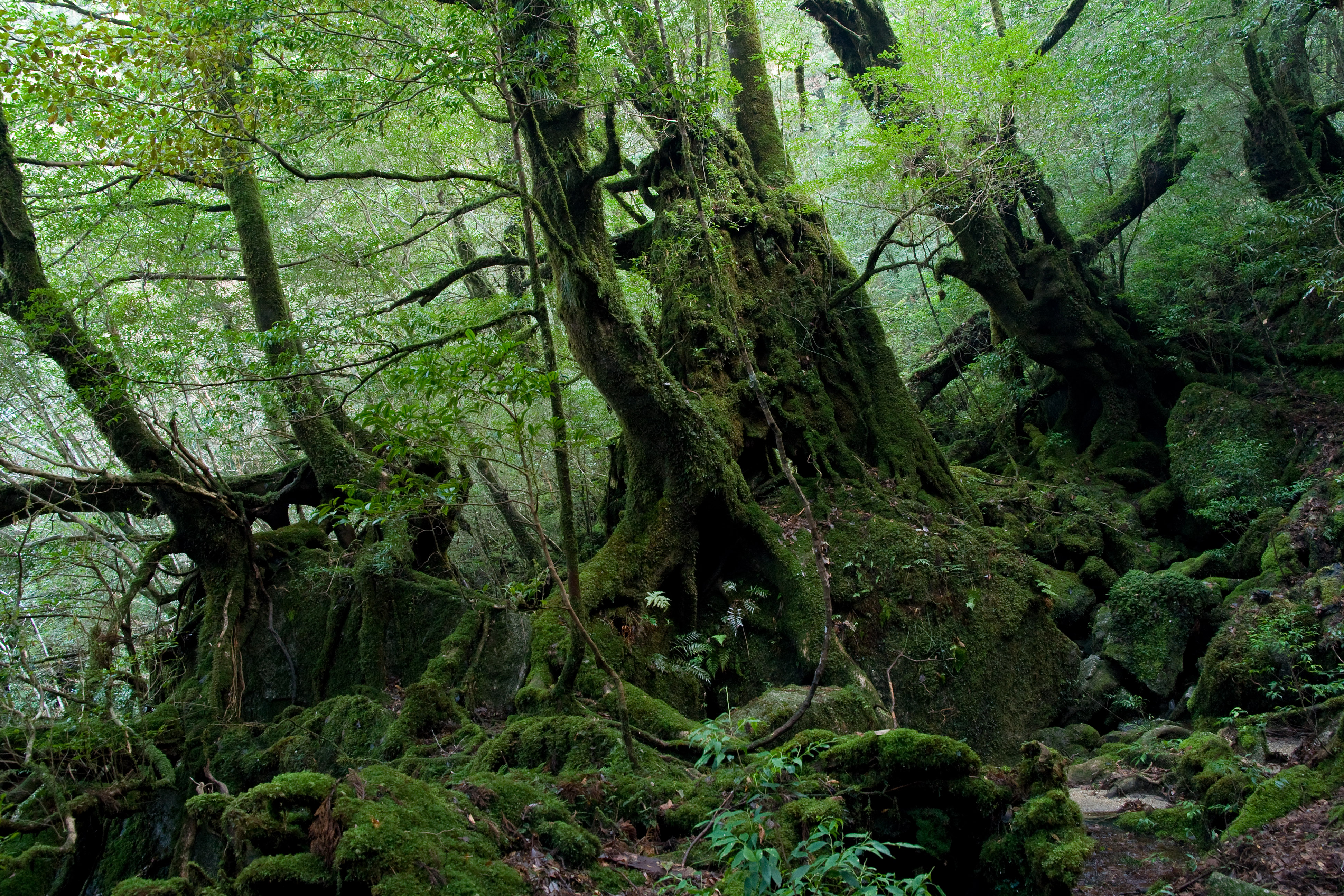
Foresta di Shiratani Unsui, Yakushima.

Sul finire degli anni settanta Miyazaki aveva disegnato alcuni bozzetti per la storia di una principessa che abita in una foresta in compagnia di una creatura selvaggia. La bestia, di animo gentile, aiuta la ragazza in cambio della promessa di poterla sposare; nel corso delle avventure, tuttavia, la ragazza scopre le qualità della creatura, e quello che era nato come un contratto si sviluppa in un sentimento di amore. All'epoca l'idea venne presa in considerazione per un film, ma gli venne preferita Laputa - Castello nel cielo. Il racconto e i disegni vennero invece pubblicati sotto forma di libro illustrato nel 1983.
Nel 1993 Tokuma Shoten ripubblicò la storia in previsione di un imminente adattamento animato. Nell'agosto del 1994 Miyazaki riprese effettivamente in mano la sua opera e cominciò a scrivere una sceneggiatura e a realizzare i primi storyboard per il film. Il regista incontrò però subito delle difficoltà nell'adattare le sue idee di allora, perché alcuni elementi, come l'aspetto della bestia, erano già stati usati ne Il mio vicino Totoro e con l'uscita, nel frattempo, del film Disney La bella e la bestia, la trama originale sarebbe apparsa troppo simile. Questo blocco dello scrittore lo indusse ad accettare nel frattempo la realizzazione del video musicale On Your Mark per il duo Chage & Aska. A detta di Toshio Suzuki, questa digressione permise a Miyazaki di tornare a lavorare alla realizzazione di Princess Mononoke con rinnovato vigore, decidendo di rivedere radicalmente l'impostazione della storia, che prende un taglio più storico e quasi mitologico.
Nella proposta avanzata allo Studio Ghibli, Miyazaki spiegò le sue nuove idee per il progetto. La vicenda sarebbe stata un dramma storico ambientato nel periodo Muromachi, mostrato in modo non stereotipato, ma come l'epoca di caos e cambiamento che diede origine al Giappone moderno. Per questo motivo sarebbero stati assenti elementi tipici come castelli, samurai, grandi città e signori feudali, per cedere il passo ad artigiani, spiriti della natura e foreste. Il protagonista maschile, Ashitaka, venne pensato come appartenente al popolo Emishi e colpito da una maledizione, per poter mostrare poi "la gioia della liberazione". Il modello per l'abbigliamento di San furono invece le dogū, bambole d'argilla del periodo Jōmon. Il film avrebbe riguardato lo scontro tra uomo e natura e il progressivo avvicinamento dei due protagonisti, mostrando infine come anche all'interno di atrocità e sofferenze possa nascere qualcosa di buono: l'amore e la comprensione reciproca.
Ispirato dai western di John Ford, Miyazaki creò la "Città del Ferro" come una "città di frontiera con una comunità unita" e la popolò di "personaggi provenienti da gruppi emarginati e oppressi che raramente, o mai, erano apparsi nei film giapponesi". Rese i personaggi "forti, ambiziosi e intensi." Miyazaki non voleva raccontare una storia accurata del Giappone medievale, ma voleva "ritrarre i primi albori del conflitto, apparentemente insolubile, tra il mondo naturale e la civilizzazione industriale moderna." I paesaggi del film furono ispirati dalle foreste di Yakushima. Malgrado l'ambientazione storica del film sia il periodo Muromachi, l'epoca di Princess Mononoke raffigura un "simbolico scontro, fuori dal tempo, tra le tre etnie proto-giapponesi (i Jōmon, gli Yamato e gli Emishi)."

### Animazione
L'animazione è per la maggior parte di tipo tradizionale, con i singoli fotogrammi disegnati a mano. Miyazaki ha approvato di persona ognuno dei 144.000 fotogrammi del film, per assicurarsi che la qualità fosse uniforme e adeguata allo standard da lui imposto; prima di dare il via libera alle immagini, è stato stimato che ne abbia ritoccate almeno ottantamila.
Il film incorpora anche degli spezzoni di animazione al computer, che in totale assommano a cinque minuti di filmato. Essa è stata pensata per armonizzarsi con l'animazione tradizionale ed è stata utilizzata in fotogrammi che combinano la grafica digitale al disegno tradizionale, ad esempio per sovrapporre più livelli di illustrazioni o per creare l'effetto del movimento in scene in cui i personaggi vengono mantenuti statici. Ulteriori dieci minuti hanno visto l'utilizzo di colorazione digitale, una tecnica poi introdotta in tutti i film successivi dello Studio Ghibli. Il resto del lungometraggio è colorato in modo tradizionale, sulla base della tavolozza scelta da Miyazaki e Michiyo Yasuda. Tuttavia i produttori decisero di installare dei computer per completare il film in tempo per la data di uscita prevista.

## Colonna sonora
La colonna sonora di Princess Mononoke è stata composta da Joe Hisaishi, collaboratore di lunga data nelle produzioni di Miyazaki. Il regista si è occupato di scrivere i testi degli unici due brani cantati, ossia Tatara fumu onnatachi - Eboshi tatara uta e la versione vocale di Mononoke hime, poi interpretata dal giovane contraltista di 28 anni Yoshikazu Mera. La musica è stata registrata dalla Tokyo City Philharmonic Orchestra sotto la direzione di Hiroshi Kumagai.

### Album
Sono stati pubblicati da Tokuma Japan Communications quattro album contenenti la colonna sonora del film. Mononoke Hime Image Album (もののけ姫 イメージアルバム?) è un image album messo in commercio prima dell'uscita del film stesso, nel 22 luglio 1996, contenente delle musiche solo parzialmente utilizzate per la colonna sonora definitiva. Mononoke Hime Theme Song (もののけ姫 主題歌?) è un CD singolo contenente la canzone Mononoke Hime e la sua versione strumentale. Mononoke Hime Soundtrack (もののけ姫 サウンドトラック?) è l'album in 33 tracce che contiene tutte le musiche del film. È stato pubblicato in Giappone il 2 luglio 1997. Mononoke Hime Symphonic Suite (交響組曲 もののけ姫?, Koukyou kumikyoku mononoke hime) è una suite sinfonica che presenta composizioni più lunghe, ognuna comprendente diversi temi musicali del film. È stata registrata dalla Czech Philharmonic Orchestra sotto la direzione di Mario Klemens e pubblicata in CD l'8 luglio 1998.

#### Tracce
1. Ashitaka sekki (アシタカせっき?) – 1:39
2. Tatari gami (タタリ神?) – 3:51
3. Tabidachi, nishihe (旅立ち-西へ-?) – 2:33
4. Norowareta chikara (呪われた力?) – 0:36
5. Edo (穢士?) – 3:00
6. Deai (出会い?) – 0:52
7. Kodomotachi (コダマ達?) – 2:27
8. Kami no mori (神の森?) – 0:41
9. Yuugure no tatara ba (夕暮れのタタラ場?) – 0:39
10. Tatari gami II- Ubawareta yama (タタリ神II〜うばわれた山〜?) – 0:57
11. Eboshi gozen (エボシ御前?) – 2:48
12. Tatara fumu onnatachi - Eboshi tatara uta (タタラ踏む女達 〜エボシ タタラうた〜?) – 1:29
13. Shyura (修羅（しゅら）?) – 1:29
14. Higashi kara kita shounen (東から来た少年?) – 1:25
15. Requiem (レクイエム?) – 2:21
16. Ikiro (生きろ?) – 0:32
17. Shishi gami no mori no futari (シシ神の森の二人?) – 1:29
18. Mononoke hime ~Instrumental Version~ (もののけ姫 〜インストゥルメンタルバージョン〜?) – 2:09
19. Requiem II (レクイエムII?) – 2:14
20. Mononoke hime Vocal (もののけ姫ヴォーカル?) – 3:32
21. Tatakai no taiko (戦いの太鼓?) – 2:47
22. Tatara ba mae no tatakai (タタラ場前の戦い?) – 1:26
23. Norowareta chikara II (呪われた力II?) – 2:30
24. Requiem III (レクイエムIII?) – 0:55
25. Haisou (敗走?) – 1:31
26. Tatari gami III (タタリ神III?) – 1:15
27. Shi to sei no adagio (死と生のアダージョ?) – 2:08
28. Yomi no sekai (黄泉の世界?) – 1:28
29. Yomi no sekai II (黄泉の世界II?) – 1:33
30. Shi to sei no adagio II (死と生のアダージョII?) – 1:07
31. Ashitaka to San (アシタカとサン?) – 3:13
32. Mononoke hime ~Vocal Ending~ (もののけ姫 〜ヴォーカルエンディング〜?) – 1:23
33. Ashitaka sekki Ending (アシタカせっき エンディング?) – 5:01

Durata totale: 63:00

## Distribuzione

### Data di uscita
Le date di uscita internazionali sono state:
- 12 luglio 1997 in Giappone (もののけ姫 Mononoke-hime)
- 29 ottobre 1999 negli Stati Uniti (Princess Mononoke)
- 26 novembre in Canada (Princess Mononoke)
- 12 gennaio 2000 in Francia, con una riedizione il 24 ottobre 2001 (Princesse Mononoké)
- 7 aprile in Spagna (La princesa Mononoke)
- 19 maggio in Italia (Princess Mononoke), con una riedizione l'8 maggio 2014 (Principessa Mononoke)
- 8 febbraio 2001 in Australia (Princess Mononoke)
- 19 aprile in Germania (Prinzessin Mononoke)
- 19 ottobre nel Regno Unito (Princess Mononoke)
- 26 febbraio 2010 in Finlandia (Prinsessa Mononoke)
- 28 ottobre 2011 in Svezia (Prinsessan Mononoke)

### Edizione italiana
La parola Mononoke che compare nel titolo, anche se a prima vista potrebbe sembrare un nome proprio, è in realtà un soprannome che, nel contesto, può essere tradotto in "spirito vendicativo", "spettro", dando al titolo del film il significato di "principessa degli spiriti vendicativi" o "principessa spettro". Il significato proprio della parola mononoke non ha però un equivalente in italiano, da qui la decisione di lasciarlo non tradotto.
La prima versione italiana del film è stata distribuita nelle sale il 19 maggio 2000 dalla Buena Vista International Italia su marchio Miramax, con il titolo Princess Mononoke. L'adattamento, il cui doppiaggio fu eseguito dalla C.T.A. con le voci della Dea 5 sotto la direzione di Silvia Monelli su dialoghi di Rodolfo Cappellini e basato sulla versione in lingua inglese, presenta modifiche e alterazioni rispetto all'originale giapponese. Il 3 novembre 2010 il film è stato presentato in versione sottotitolata con un nuovo adattamento all'interno del Festival Internazionale del Film di Roma 2010 col titolo La principessa spettro.
Una nuova edizione curata da Lucky Red è stata proiettata al cinema dall'8 al 15 maggio 2014 con il titolo Principessa Mononoke, e con un nuovo doppiaggio eseguito dalla CDC Sefit Group sotto la direzione del doppiaggio e la supervisione dei dialoghi ad opera di Gualtiero Cannarsi e con la traduzione di Giorgio Nardoni. Quest'ultima versione è stata oggetto di ulteriori critiche, dovute ad un adattamento dei dialoghi "eccessivamente letterale,[...] aulico, [...] antiquato": tra i personaggi principali, sollo quelli di Eboshi e della Somma Hii hanno mantenuto le voci di Alessandra Cassioli e Graziella Polesinanti in entrambe le edizioni.

### Edizioni home video
In Giappone il film è stato distribuito da Buena Vista in VHS e da Tokuma Japan Communications in Laserdisc dal 26 giugno 1998. Il lungometraggio è uscito in DVD il 21 novembre 2001, in un'edizione tre dischi con alcuni contenuti speciali, tra cui le versioni internazionali del film e gli storyboard. Il Blu-ray Disc è stato pubblicato il 4 dicembre 2013.
La versione home video nordamericana venne annunciata da Buena Vista per il 29 agosto 2000 in VHS e DVD. Inizialmente la versione in DVD non includeva la traccia audio in giapponese, a causa di una richiesta esplicita della divisione nipponica di Buena Vista, che temeva che «la distribuzione all'estero di un DVD con la traccia giapponese avrebbe favorito l'importazione di un simile DVD in Giappone [e] avrebbe potuto nuocere alle vendite domestiche di una futura pubblicazione del [film]». I siti Nausicaa.net e Dvdtalk.com avviarono allora delle raccolte di firme e organizzarono una petizione per richiedere l'inserimento della traccia originale giapponese nell'edizione home video nordamericana. Il 21 luglio 2000 Buena Vista ufficializzò l'uscita del VHS per 29 agosto, in un'edizione disponibile per il solo noleggio e con un'unica traccia audio in inglese, mentre rimandò l'uscita del DVD a data da destinarsi. Il DVD venne infine messo in commercio in 19 dicembre 2000, con tracce audio in giapponese, inglese e francese e qualche contenuto speciale, come trailer e interviste ai doppiatori inglesi del film.
La versione Buena Vista di Princess Mononoke è stata pubblicata in Italia prima in VHS a ottobre 2000 e poi in DVD a marzo 2002. La versione in DVD contiene tracce audio in giapponese, italiano e inglese, sottotitoli in italiano e inglese e, tra i contenuti extra, i trailer e un documentario making of del film. L'8 maggio 2014 è stato distribuito nuovamente nelle sale a cura di Lucky Red con il titolo Principessa Mononoke e un nuovo doppiaggio, curato da Gualtiero Cannarsi. La pubblicazione home video dell'edizione Lucky Red è avvenuta il 18 settembre 2014, in formato DVD e Blu-ray.

## Accoglienza

### Incassi
In Giappone Princess Mononoke fu campione d'incassi del 1997, con 11,3 miliardi di yen (circa 111 milioni di dollari). Al termine del ciclo di programmazione cinematografica, a marzo 1998, il film aveva superato i 150 milioni, permettendo allo Studio Ghibli di recuperare le spese di produzione con la sola distribuzione nei cinema — risultato precedentemente raggiunto solo da Kiki - Consegne a domicilio. Dalla sua uscita nelle sale è stato stimato che sia stato visto da 13,5 milioni di persone, circa "un giapponese su dieci". Princess Mononoke occupò per diversi mesi la posizione di film di maggiore incasso di sempre in Giappone, finché venne superato da Titanic. Il film vendette bene anche a livello internazionale. Durante la sua distribuzione in Cina nel 2025, il film ha incassato 14 930 000 dollari.
Secondo i dati diffusi da Box Office Mojo, l'incasso totale nel mondo è pari a circa 177 396 576 dollari.

### Critica

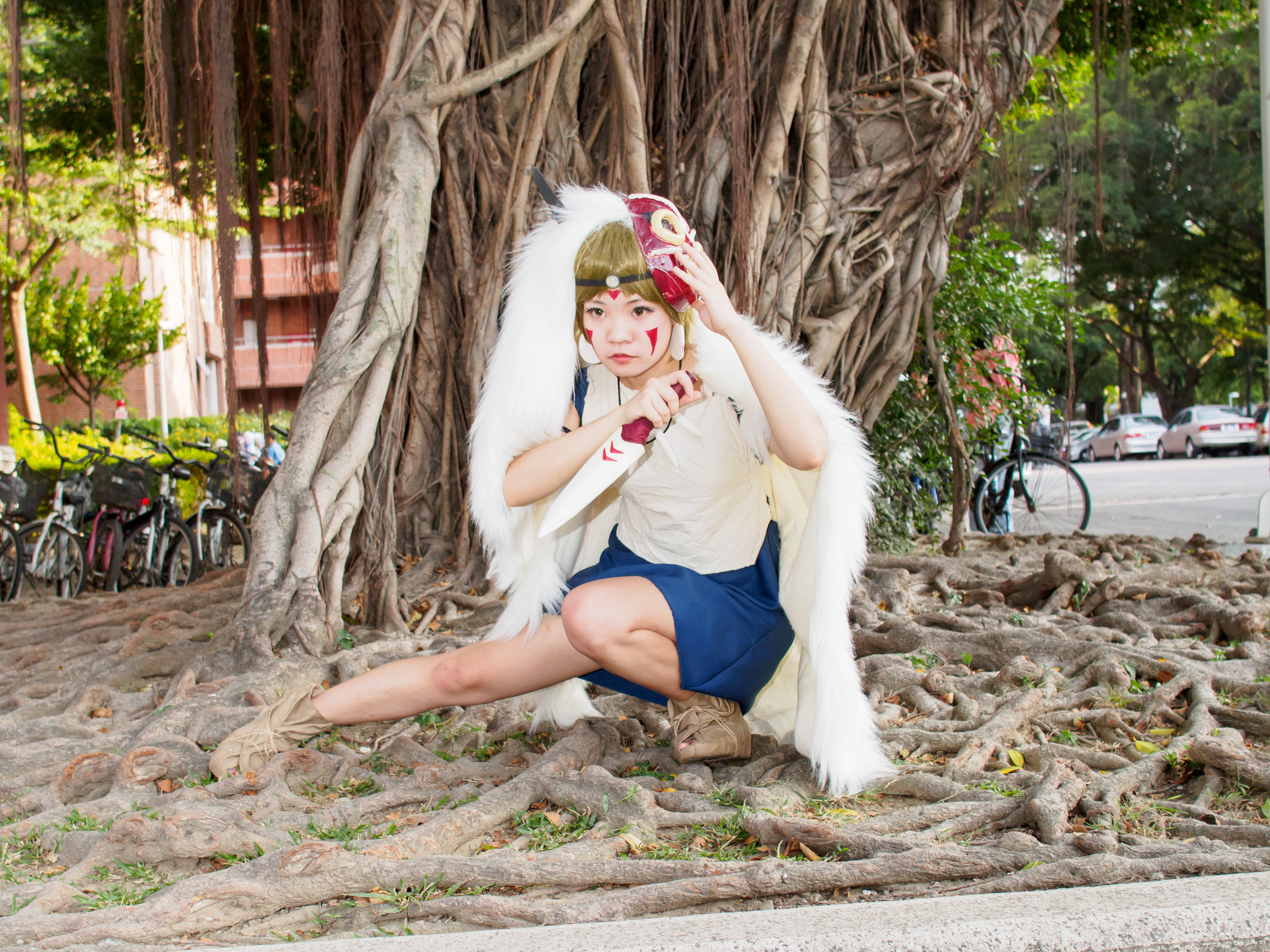
Cosplay della Principessa Mononoke.

Princess Mononoke ha ricevuto critiche e recensioni molto positive. Sul sito Rotten Tomatoes, ha ottenuto il 92% di freschezza su un totale di 101 recensioni con una media di 7.9/10. Nel sito Metacritic è valutato con un punteggio di 86/100 basato su 29 valutazioni di critici specializzati. Sull'Internet Movie Database il film ha un voto pari a 8.4. Si trova inoltre alla posizione numero 488 della classifica dei "500 migliori film della storia" secondo la rivista Empire; mentre Time Out l'ha classificato al 28º posto nella lista dei 100 migliori film d'animazione. Aaron Gerow del The Daily Yomiuri l'ha descritto come "un'intensa raccolta del mondo di Miyazaki, un messaggio cumulativo delle sue preoccupazioni morali e filmiche". Leonard Klady di Variety ha affermato che il film è finemente disegnato e ha una trama estremamente complessa. Unito ai suoi toni seducenti e all'elegante colonna sonora, l'opera si merita un posto tra i più grandi "affreschi del cinema". Roger Ebert, sul suo sito rogerebert.com, ha assegnato al film quattro stelle su quattro, chiamandolo "un grande traguardo, un'esperienza fantastica, e uno dei migliori film dell'anno". Secondo Patrick Caldwell di Anime News Network, grazie alle "magiche abilità narrative di Miyazaki", il film riesce ad "illuminare e intrattenere". Egli ne elogia inoltre l'animazione, dal livello di dettaglio, alla fluidità e alla ricchezza cromatica, definendolo "uno dei migliori film giapponesi dell'ultimo periodo". Janet Maslin del The New York Times ha descritto Princess Mononoke come una "pietra miliare dell'animazione giapponese", elogiandone la bellezza esotica, la sapiente combinazione di animazione tradizionale e digitale e l'efficacia e intensità di alcune scene.
Tra i detrattori, Stephen Hunter del The Washington Post ha affermato che il film "è tanto spettacolare quanto è denso di contenuti, e denso quanto è espressivo, e espressivo quanto è senza senso, e senza senso tanto quanto è lungo. Ed è molto lungo". Paolo Mereghetti, nel suo Dizionario dei film, gli assegna due stelle e mezzo su quattro. Pur lodandone la complessità morale e la resa grafica, afferma: "Secondo gli esperti non è la sua opera migliore, sconta una certa prolissità e il tema ecologista è a tratti un po' risaputo". Kenneth Turan del Los Angeles Times ha evidenziato la grande differenza di impostazione rispetto a un film della Disney. Princess Mononoke, infatti, "coniuga un senso di fantasia visiva, sia poetica che violenta, con una storia incentrata su tematiche ecologiste e dei personaggi complessi", rendendolo a tutti gli effetti una "favola per adulti". Lo stesso concetto è stato ribadito da Jonathan Clements e Helen McCarthy nella loro enciclopedia degli anime: tra i pochi esperti che hanno riservato critiche negative al film e il gran numero di coloro che l'hanno definito un "capolavoro" di Miyazaki, tutti sono concordi nell'affermare che il lungometraggio è di difficile comprensione per il pubblico occidentale, che "semplicemente non è abituato all'animazione come polemica o al livello di violenza mostrato".

## Riconoscimenti
- 1997 - Animation Kobe
  - "Miglior regia" ad Hayao Miyazaki[59]
  - "Feature Film Award"[60]
- 1997 - Nikkan Sports Film Awards[61]
  - "Ishihara Yujiro Award"
  - "Miglior regia" ad Hayao Miyazaki
- 1997 - Hochi Film Awards
  - "Premio speciale" ad Hayao Miyazaki
- 1997 - Mainichi Film Concours[62]
  - "Miglior film"
  - "Miglior film d'animazione"
  - "Readers' Choice Award" come "Miglior film"
- 1997- Japan Media Arts Festival[63]
  - "Gran Prize" nella categoria "Animation awards"
- 1998 - Awards of the Japanese Academy[64]
  - "Miglior film"
  - "Premio speciale" a Yoshikazu Mera

- 1998 - Blue Ribbon Awards
  - "Premio speciale" ad Hayao Miyazaki
- 1998 - Kinema Junpo Awards
  - "Readers' Choice Award" come "Miglior film"
- 1999 - Satellite Award
  - Candidatura a "Miglior film d'animazione"
- 2000 - Annie Award[65]
  - Candidatura a "Outstanding Individual Achievement for Directing" ad Hayao Miyazaki
- 2000 - Las Vegas Film Critics Society Awards
  - Candidatura a "Miglior film d'animazione"
- 2000 - Golden Reel Awards
  - Candidatura a "Miglior editing sonoro per un film d'animazione" a Michihiro Ito, Dan Edelstein, Gerard Donlan, Warren Shaw ed Ernie Sheesley
- 2001 - Saturn Award
  - "Miglior home video"
- 2001 - Premio Nebula
  - Candidatura a "Miglior sceneggiatura" ad Hayao Miyazaki e Neil Gaiman[66]

## Altri media
Nel 2012 è stato annunciato che lo Studio Ghibli e la compagnia teatrale britannica Whole Hog Theatre avrebbero portato Princess Mononoke a teatro, in quello che avrebbe costituito il primo adattamento teatrale di un'opera dello Studio Ghibli. I contatti tra la compagnia britannica e lo studio furono facilitati da Nick Park dell'Aardman Animations che inviò al produttore della Ghibli i video delle performance teatrali della Whole Hog. L'opera vede in scena grandi pupazzi fatti di materiale riciclato e riutilizzato. Il primo spettacolo è avvenuto al New Diorama Theatre di Londra, registrando il tutto esaurito in appena 72 ore con un anno di anticipo. Nel marzo del 2013 è stata annunciata una tournée in Giappone dopo i primi spettacoli londinesi. L'adattamento teatrale ha ricevuto critiche positive ed è stata raccomandata da Lyn Gardner di The Guardian.